# Mousse (cuisine)
Pour les articles homonymes, voir Mousse.
 (mai 2021).
Si vous disposez d'ouvrages ou d'articles de référence ou si vous connaissez des sites web de qualité traitant du thème abordé ici, merci de compléter l'article en donnant les références utiles à sa vérifiabilité et en les liant à la section « Notes et références ».

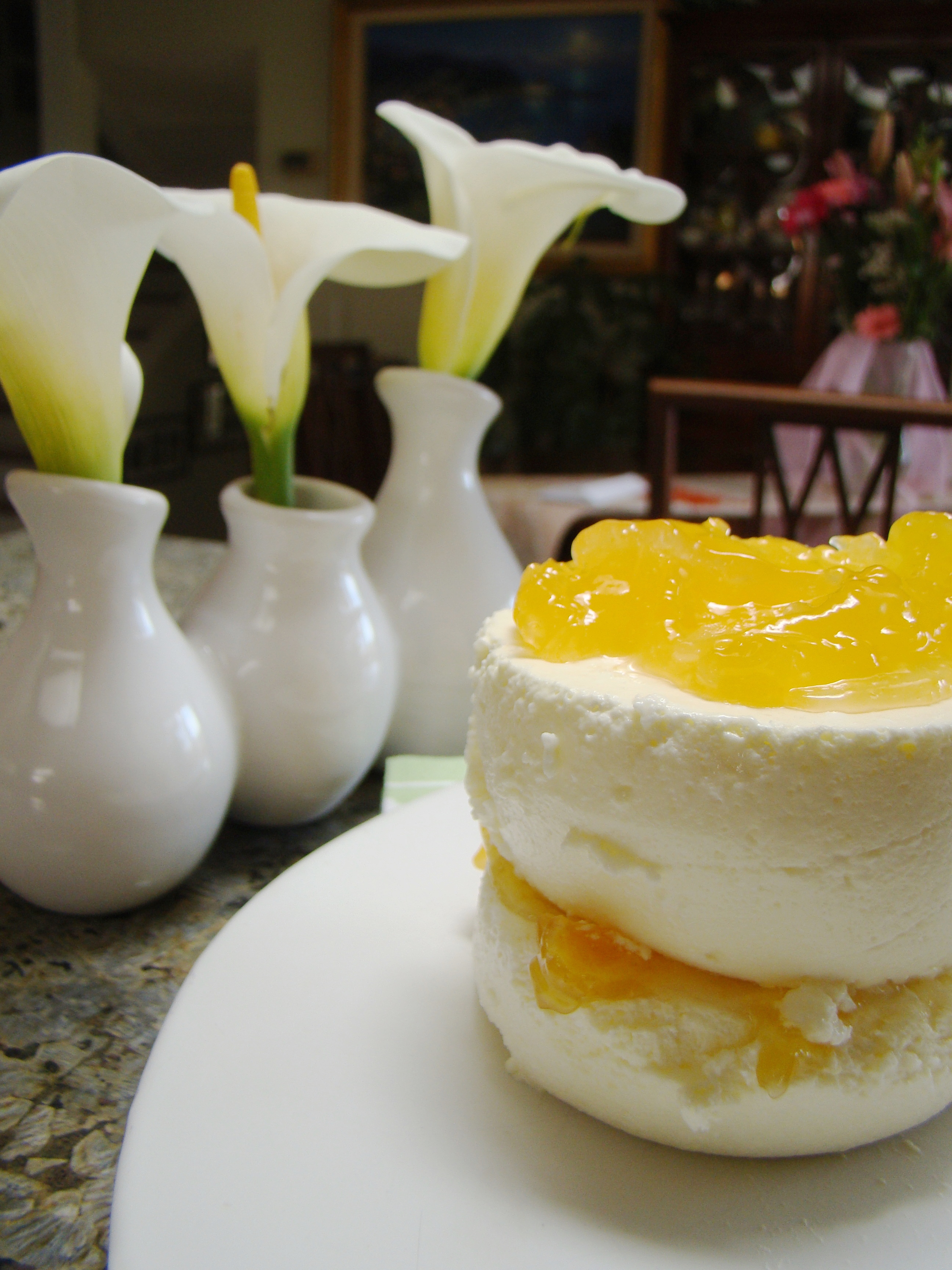
Une mousse au citron avec de la compote de pêches.

En cuisine, la mousse est le résultat d'une réaction chimique et physique qui incorpore des bulles d'air dans une matière liquide ou solide. La mousse est donc présente dans les boissons (exemple : bière) et les plats (exemple : mousse au chocolat). 
Ainsi, la mousse est : 
- l'amas de bulles formé à la surface d'un liquide sous pression, ou qui est le siège d'une fermentation, exemple : vin effervescent, bière ;
- un mélange d'eau, d'air et de protéines dans les boissons à base de lait, comme le cappuccino et les lattés[2] ;
- un entremets ou un dessert à base de blanc d'œuf ou de crème fouettée, exemple : mousse au chocolat[3], mousse Jawzia ;
- les préparations obtenues à l'aide d'un siphon, certaines de ces préparations sont aussi appelées espuma ;
- un pâté, ou toute autre préparation de consistance légère et mousseuse, exemple : mousse de foie de canard au porto, mousse de poisson.

En cuisine, la mousse n'est pas de l'écume.